# Michał T. Staszewski
Michał Teofil Staszewski (ur. 1936, zm. 24 lutego 2010) – polski prawnik i politolog, specjalista prawa wyznaniowego i prawa konstytucyjnego, profesor nauk prawnych.

## Życiorys
Pracował m.in. w Instytucie Studiów Politycznych PAN i w Akademii Podlaskiej. Członek Polskiego Towarzystwa Prawa Wyznaniowego.
Był promotorem doktoratu Jacka Falskiego.
W uznaniu jego dokonań ukazała się praca: Studia nad ustrojoznawstwem i administracją. Księga jubileuszowa Profesora Michała Teofila Staszewskiego, red. Jacek Zieliński, Siedlce 2007.

## Ważniejsze publikacje
- Z problematyki konkordatów i porozumień (materiały szkoleniowe), Warszawa 1968.
- Wolność sumienia przed trybunałem II Rzeczypospolitej. Konstytucyjna zasada wolności sumienia w świetle procesów karnych na tle religijnym, Warszawa 1970.
- Płaszczyzny normalizacji stosunków wyznaniowych w państwie socjalistycznym, Warszawa 1972.
- Stosunki między państwem i Kościołem w europejskich krajach socjalistycznych. Węzłowe zagadnienia, Warszawa 1972.
- Państwo a związki wyznaniowe w europejskich krajach socjalistycznych, Warszawa 1976.
- Państwo a Kościoły w krajach socjalistycznych Europy, Warszawa 1977.
- Państwo–Kościół w Europie Środkowo-Wschodniej. Aspekty instytucjonalno-prawne, Warszawa 1994.